# Shocker (film)
Pour les articles homonymes, voir Shocker.
Pour plus de détails, voir Fiche technique et Distribution.
Shocker (Wes Craven's Shocker) est un film américain réalisé par Wes Craven et sorti en 1989.

## Synopsis
Dans la banlieue de Los Angeles, des crimes sanglants sont commis par un tueur en série, Horace Pinker. Les dernières victimes du meurtrier sont la femme, la fille et le fils de l'inspecteur Don Parker, chargé de l'affaire. Son fils adoptif, Jonathan, a eu un rêve prémonitoire du drame. Grâce aux rêves de l'adolescent, dont la petite amie sera elle aussi l'une des victimes de Pinker, le policier réussit à arrêter le tueur en série. Condamné à la chaise électrique, Pinker attend sans angoisse l'exécution de sa peine. En effet, il sait pouvoir résister à une charge de 200 000 volts. Il parvient à s'enfuir en se dématérialisant. Le tueur est également capable de prendre possession du corps d'innocents pour les tuer. Pinker va alors traquer Jonathan.

## Fiche technique
Sauf indication contraire, les informations mentionnées dans cette section peuvent être confirmées par la base de données cinématographiques IMDb,  présente dans la section « Liens externes ».
- Titre original : Shocker
- Titre original complet : Wes Craven's Shocker
- Réalisation et scénario : Wes Craven
- Musique : William Goldstein
- Supervision musicale : Desmond Child
- Montage : Andy Blumenthal
- Directeur de la photographie : Jacques Haitkin
- Création des décors : Cynthia Kay Charette
- Direction artistique : Randy Moore
- Création des costumes : Isis Mussenden
- Producteurs : Marianne Maddalena (en) et Barin Kumar

Coproducteurs : Peter Foster et Bob Engelman
Producteurs délégués : Shep Gordon et Wes Craven
- Société de production : Alive Films et Carolco Pictures
- Société de distribution : Universal Pictures (États-Unis), Columbia Tristar (France)
- Budget : 5 millions de dollars (estimation)
- Pays d'origine :  États-Unis
- Langue originale : anglais
- Genre : horreur, fantastique
- Format : Couleurs - 1.85:1 - 35 mm
- Durée : 109 minutes
- Dates de sortie : 
  - États-Unis : 27 octobre 1989
  - France : 31 janvier 1990
- Classification
  - États-Unis : R - Restricted
  - France : interdit aux moins de 12 ans lors de sa sortie en salles

## Distribution
- Mitch Pileggi (VF : Richard Darbois) : Horace Pinker
- Peter Berg (VF : Jean-François Vlérick) : Jonathan Parker
- Michael Murphy (VF : Marcel Guido) : le lieutenant Don Parker
- Sam Scarber (en) (VF : Mario Santini) : Cooper
- Camille Cooper (VF : Brigitte Berges) : Alison
- Richard Brooks (VF : Serge Faliu) : Rhino
- Ted Raimi : Pac Man
- John Tesh (VF : Patrick Guillemin) : le journaliste TV
- Peter Tilden : le journaliste
- Jack Hoar : sergent de police
- Jessica Craven : la caissière
- Emily Samuel : Sally
- Keith Anthony-Lubow-Bellamy : la joueuse de football
- Virginia Morris : Diane
- Bruce Wagner : le bourreau
- Wes Craven : le voisin
- Kane Roberts : un travailleur
- Ernie Lively : le directeur
- Brent Spiner : un invité à la TV (non crédité)
- Heather Langenkamp : l'une des victimes (Scène supprimée au montage, ne se trouve pas dans le film)

## Production
Wes Craven envisage initialement le projet comme une série télévisée. Il tente de vendre l'idée à la Fox, sans succès. Il développe finalement un long métrage avec Alive Films.
Le tournage a lieu en Californie : Los Angeles (El Capitan Theatre, Raleigh Studios, Hollywood), Walnut (Hilmer Lodge Stadium) et El Monte. En raison du faible budget, le tournage ne dure que 10 semaines.
Comme pour nombre de ses films, Wes Craven aura du mal à avoir l'accord de la Motion Picture Association of America. Le film sera modifié et soumis 13 fois pour ne pas être classé X mais R - Restricted.

## Bande originale
La musique du film est composée par William Goldstein. L'album comprenant ses compositions est édité par Varèse Sarabande. Un autre album, Wes Craven's Shocker (No More Mr. Nice Guy - The Music), est également commercialisé par SBK Records. Il contient des chansons rock et metal, notamment une reprise de No More Mr. Nice Guy d'Alice Cooper par Megadeth.
L'album contient également la chanson-titre Shocker, écrite par Jean Beauvoir et Desmond Child et interprétée par The Dudes of Wrath. Il s'agit d'un supergroupe composé des chanteurs Paul Stanley (Kiss) et Desmond Child, des guitaristes Vivian Campbell et Guy Mann-Dude, du bassiste Rudy Sarzo (Whitesnake) et du batteur Tommy Lee (Mötley Crüe). Les chœurs sont par ailleurs assurés par Michael Anthony et Kane Roberts.
| No  | Titre                                         | Interprètes        | Durée |
| --- | --------------------------------------------- | ------------------ | ----- |
| 1.  | Shocker                                       | The Dudes of Wrath | 3:58  |
| 2.  | Love Transfusion                              | Iggy Pop           | 4:22  |
| 3.  | No More Mr. Nice Guy (reprise d'Alice Cooper) | Megadeth           | 3:02  |
| 4.  | Sword & Stone                                 | Bonfire            | 3:57  |
| 5.  | Timeless Love                                 | Saraya             | 4:08  |
| 6.  | Shockerdance                                  | The Dudes of Wrath | 4:31  |
| 7.  | Demon Bell (The Ballad Of Horace Pinker)      | Dangerous Toys     | 3:56  |
| 8.  | The Awakening                                 | Voodoo X           | 6:02  |
| 9.  | Different Breed                               | Dead On            | 3:48  |
| 10. | Shocker (Reprise)                             | The Dudes Of Wrath | 2:54  |

## Accueil
Le film reçoit des critiques mitigées. Sur l'agrégateur américain Rotten Tomatoes, il récolte 24% d'opinions favorables pour 21 critiques et une note moyenne de 4,20⁄10. Sur Metacritic, il obtient une note moyenne de 51⁄100 pour 4 critiques.
Lors de sa sortie en salles, le film obtint un succès mitigé. Aux États-Unis, il ne récolte que 16 554 699 $. En France, le film n'enregistre que 230 114 entrées.
Cet échec annule les plans d'Universal et Wes Craven de faire une suite. Shocker acquiert cependant au fil du temps le statut de film culte.

## Clin d’œil
Déjà dirigée par Wes Craven dans Les Griffes de la nuit (1984), Heather Langenkamp fait ici un caméo lorsqu'on voit quelques victimes d'Horace Pinker au début à la télévision.